# Álmosd
Álmosd (hongrois : Álmosd [ˈaːlmoʃd]) est une localité hongroise située dans le comitat de Hajdú-Bihar.

## Histoire
Des découvertes archéologiques attestent que la région d'Álmosd est habitée depuis la Préhistoire. Des vestiges des cultures du Baden tardif, de Coțofeni, de la culture gyulavarsándi du Bronze moyen, ainsi que des traces des Celtes de la culture La Tène ont été retrouvés. La présence des Scythes, des Sarmates et des Daces à l'époque romaine est également attestée, ainsi que des vestiges de l'époque médiévale et moderne.
La première mention écrite du village date de 1261, sous le nom d'Almus. Son toponyme dérive du prénom Álmos, avec l'ajout du suffixe « d ». Le village était le fief ancestral et le lieu de sépulture de la famille Chyre d'Álmosd.
En 1261, le roi Étienne V de Hongrie confirme la possession du domaine à Chyre, fils d'Álmos. La famille Chyre conserve la seigneurie jusqu'en 1554, date de son extinction. Le domaine passe alors à Ferenc Thay, maître des écuries royales. En 1442, la famille Zoárdfi possède également des terres dans la région.
Dans les années 1530, la population adopte la Réforme protestante.
En 1554, le village devient propriété du capitaine István Dobó, défenseur d'Eger contre les Ottomans. Le 15 octobre 1604, la bataille d'Álmosd oppose les troupes de Étienne II Bocskai aux forces impériales de Giorgio Basta. Les Haïdouk de Bocskai remportent la victoire, marquant le début du soulèvement contre le pouvoir des Habsbourg.
Aux XVIIe siècle et XVIIIe siècle, la localité appartient successivement aux familles Péchy, Bagossy, Csanády, Somodory, Kölcsey, Chermel, Gulácsy, Balku, Fényes, Szodoray, Miskolczy et Kazinczy.
Grâce aux nombreux anoblissements, Álmosd devient au XVIIIe siècle et XIXe siècle une petite localité noble, où 15 à 20 % des habitants sont issus de la noblesse. La peste de 1738-1743 décime un tiers de la population. Après cette épidémie, des populations roumaines et ruthènes s'installent à Álmosd et introduisent la religion grecque-catholique.
Au début du XXe siècle, les domaines locaux sont entre les mains des familles Fráter, Bay et Fekete.

## Population

### Minorités culturelles et religieuses
En 2001, 99 % des habitants d'Álmosd se déclaraient Hongrois, tandis que 1 % s'identifiait comme Roms.
Lors du recensement de 2022, 92,6 % des habitants se déclaraient Hongrois, 5,4 % Roms, 0,7 % Roumains, 0,3 % Allemands, et 0,1 % Croates, Arméniens, Bulgares et Ukrainiens. En raison des identités multiples, la somme des pourcentages dépasse 100 %. 7,4 % des habitants n'ont pas souhaité répondre à la question de l'identité ethnique.
Concernant l'appartenance religieuse, 48,6 % de la population se déclarait réformée, 11,1 % gréco-catholique, 4,5 % catholique romaine, 0,6 % affiliée à une autre confession chrétienne, 0,2 % à un autre courant catholique, 0,1 % orthodoxe et 10,3 % sans religion. 24,5 % des habitants n'ont pas répondu à cette question.

## Équipements

### Réseaux extra-urbains
La localité est située à l'extrême est du comitat de Hajdú-Bihar, à la frontière entre la Hongrie et la Roumanie. Elle se trouve à 35 km au sud-est de Debrecen, la capitale du comitat, et à 9 km au nord-est de Létavértes.
Côté hongrois, elle est entourée par Bagamér au nord, Újléta au nord-ouest et Kokad à l'ouest. Bien que proche, elle ne partage pas de frontière avec Létavértes. À l'est et au sud, la localité longe la frontière roumaine sur environ 7 km. De l'autre côté de la frontière, la ville la plus proche est Săcueni.
La localité est accessible uniquement par la route. Elle est desservie par la route 4806, qui relie Vámospércs, Bagamér et Létavértes. Le sud de son territoire est également traversé par la route 4814, qui mène à un poste-frontière avec la Roumanie.

## Patrimoine urbain
Álmosd possède plusieurs sites historiques et culturels notables. La Maison commémorative Ferenc Kölcsey rappelle que le poète y a vécu dans son enfance, puis entre 1812 et 1815, période où il a rédigé plusieurs de ses œuvres.
Le Musée de la Forge de Mihály Mucsi expose les outils et réalisations du forgeron du village.
L'église réformée, datant des XIIIe siècle et XIVe siècle, a subi plusieurs rénovations. Devant elle se dresse le Mur de Dobó, une structure en brique rappelant un mur fortifié.
L'église grecque-catholique, édifiée en 1850, ainsi que le presbytère baroque du XVIIIe siècle, sont d'autres témoignages de l'architecture religieuse de la localité.
Le Musée Post-Mail-Art est consacré à l'art postal et aux archives du courrier.
Des monuments commémoratifs jalonnent la commune :
- L'obélisque de la bataille d'Álmosd, marquant le lieu du combat de 1604 ;
- La statue du haïdouk anonyme ;
- Le monument aux morts de la Première Guerre mondiale, dans le jardin de l'église ;
- Le monument aux victimes de la Seconde Guerre mondiale, situé au Bőgő.

Enfin, le patrimoine civil comprend la Collection Joseph Kádár et musée du village, ainsi que la kúria Miskolczy et son arboretum.

## Personnalités liées à la localité
Álmosd a vu naître plusieurs figures notables. Imre Péchy (1753-1841), juriste et administrateur, fut alispán du comitat de Bihar, député à la Diète et gouverneur adjoint. Il occupa également la fonction d'inspecteur général du district ecclésiastique réformé de Trans-Tisza entre 1801 et 1839, et reçut la Croix de Saint-Étienne de Hongrie.
Son frère, Mihály Péchy (1755-?), fut un architecte renommé, principalement connu pour la conception du Grand temple réformé de Debrecen.
Parmi les sportifs, István Barta (1895-?) fut champion olympique de water-polo.
Enfin, le peintre János Kapcsa est né à Álmosd en 1940.